# Cortes de Burgos (1315)

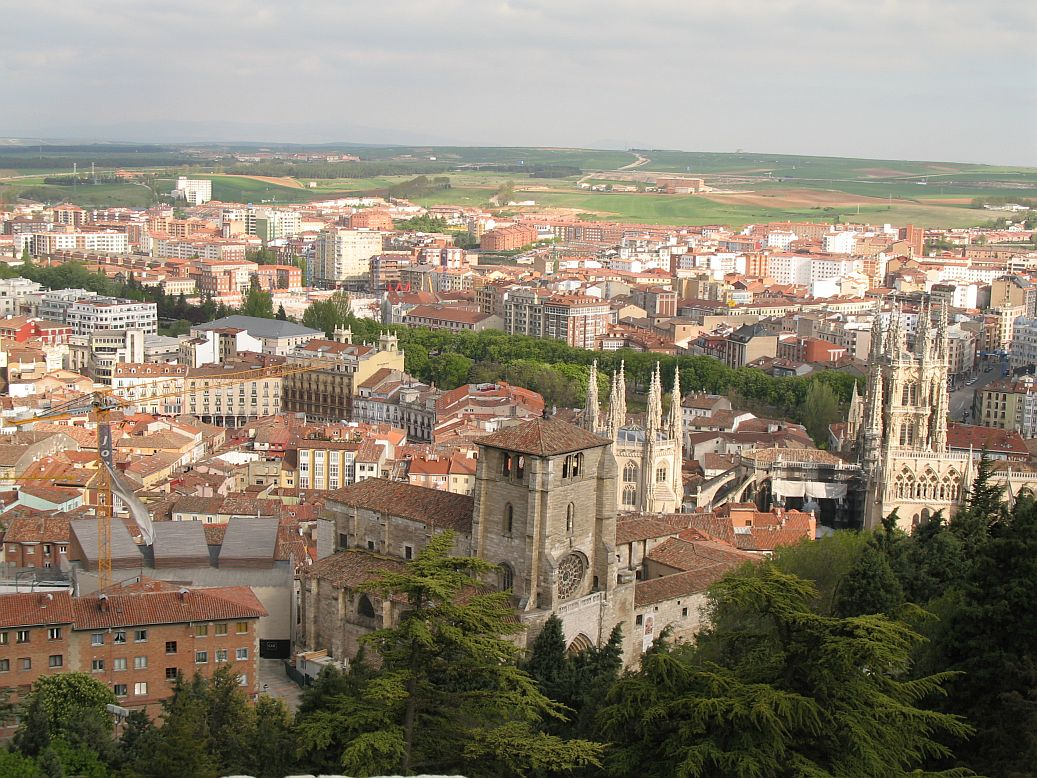
Vista de la ciudad de Burgos.

Cortes de Burgos de 1315. Cortes del reino de Castilla celebradas en la ciudad de Burgos en el año 1315, durante la minoría de edad de Alfonso XI de Castilla. 
Fueron las segundas Cortes reunidas durante el reinado de Alfonso XI, tras las Cortes de Palencia de 1313, y en ellas quedó establecido definitivamente que la tutoría del rey Alfonso XI sería compartida por la reina María de Molina y por los infantes Pedro y Juan de Castilla. Y a las Cortes acudieron numerosos procuradores del tercer estado, nobles y eclesiásticos, ya que, como señalan diversos historiadores, fueron «las primeras Cortes con verdadera autoridad desde que muriera Fernando IV», y a causa de ello acudieron a ellas todos los que deseaban «confirmar sus privilegios o adquirir nuevas mercedes».
Y al igual que había ocurrido durante las Cortes de Valladolid de 1295, que fueron las primeras celebradas en el reinado de Fernando IV de Castilla, padre de Alfonso XI, los concejos del reino hermanados entre sí asumieron, como señalan diversos autores, un importante papel político y se erigieron en garantes de la supervivencia de la «comunidad política del reino», debido a la debilidad de la monarquía en esa época.

## Las Cortes de Burgos de 1315

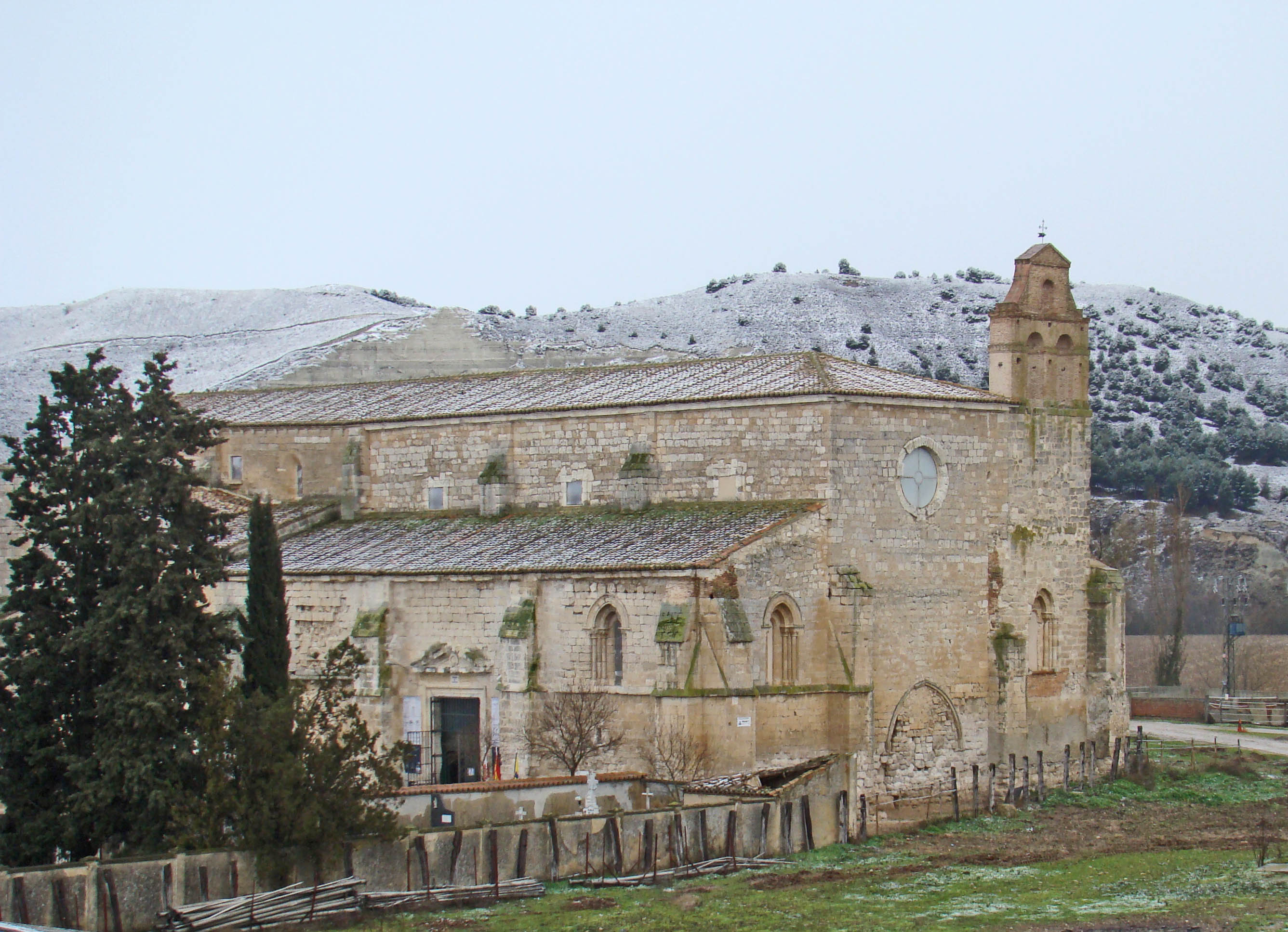
Monasterio de Santa María de Palazuelos. (Provincia de Valladolid).

En la Concordia de Palazuelos, rubricada el día 1 de agosto de 1314, quedó establecido que los infantes Juan y Pedro de Castilla serían los tutores del rey Alfonso XI durante su minoría de edad junto con la reina María de Molina, abuela de Alfonso XI, que tendría la custodia del niño rey. Pero en dicha concordia también quedó demostrada la división existente entre el infante Juan y sus partidarios, y los que apoyaban a la reina María de Molina y a su hijo, el infante Pedro. No obstante, los acuerdos de Palazuelos produjeron resultados inmediatos, ya que el día 3 de agosto de 1314 Alfonso XI, con el consentimiento de sus tres tutores, ordenó a los caballeros y concejos de la Hermandad de Castilla que se abstuvieran de hacer cualquier daño a los obispos, iglesias o monasterios de su territorio.
Con la muerte, en 1313, de la reina Constanza de Portugal, viuda de Fernando IV y madre de Alfonso XI, el infante Juan, que la apoyaba y pretendía defender sus derechos como madre del rey, perdió uno de sus principales argumentos para aspirar a la tutoría del rey, y el rey Dionisio I de Portugal, padre de la reina Constanza, dejó poco a poco de intervenir en los asuntos castellanos, debido a sus problemas internos, por lo que el infante Juan intentó conseguir el apoyo del rey Jaime II de Aragón, que hasta entonces había apoyado a su yerno, el infante Pedro de Castilla. Y este último alcanzó un gran prestigio en esa época debido a sus victorias sobre los musulmanes del reino nazarí de Granada, a los que arrebató varias plazas y castillos.
Según consta en la Gran Crónica de Alfonso XI, en diciembre de 1314 los infantes Juan y Pedro, mientras se encontraban en Sepúlveda con el magnate Juan Núñez II de Lara, señor de Lara, acordaron convocar una reunión de las Cortes en Burgos al año siguiente para que se ratificase en ellas lo establecido en la Concordia de Palazuelos, y dispusieron además que la reina María de Molina y el rey Alfonso XI, que se encontraban en Toro, se dirigieran a Burgos. Y cuando estos últimos se dirigían hacia dicha ciudad, la reina tuvo conocimiento de que había fallecido su hermano, Alfonso Téllez de Molina.

En las Cortes de Burgos de 1315 se ratificó lo dispuesto sobre la tutoría del rey en la Concordia de Palazuelos de 1314, y se decretó además que en caso de que muriera alguno de los tres tutores, permanecerían en el cargo los que continuasen vivos, y los tres tutores se comprometieron además a que no pudiese acceder a la tutoría del rey nadie a excepción de la reina María de Molina y de los infantes Pedro y Juan. Y por todo ello se rompieron los sellos anteriores de los tutores y comenzaron a usar uno nuevo, al tiempo que se disponía que la cancillería real debería encontrarse junto al rey y a su abuela, la reina María de Molina.

Escudo de armas del infante Juan de Castilla, hijo del rey Alfonso X de Castilla.

A las Cortes de Burgos de 1315 asistieron el arzobispo de Santiago de Compostela y los obispos de Burgos, Sigüenza, Palencia, Salamanca, Ávila, Coria, Badajoz, Astorga y Lugo, a los que se sumaron los abades del monasterio de San Salvador de Oña y el del monasterio de San Millán de la Cogolla, y también consta que el bajo clero estuvo representado, aunque otros historiadores han cuestionado esta afirmación, y diversos autores señalan que la presencia masiva de prelados en las reuniones de Cortes no era frecuente, pues solían enviar delegados que les representasen, y por ello deducen que los que asistieron intentaron «sensibilizar» a los tutores del rey con respecto a los problemas del clero.
Por otra parte, y basándose en una de las peticiones que los prelados formularon, diversos autores afirman que también es posible que a las Cortes acudiera, o él mismo o sus procuradores, el obispo de Calahorra. El abad del monasterio de San Benito de Sahagún no acudió personalmente a las Cortes, pero, según consta en un documento otorgado en Medina del Campo el día 26 de julio de 1326, encargó a Alfonso, limosnero mayor de Sahagún, y a Juan, que era el sacristán de San Mancio, que presentaran sus demandas ante las Cortes. El abad de Sahagún mantenía en esos momentos un pleito con los miembros del concejo facundino, aunque los tutores del rey pusieron fin, momentáneamente, al mismo.

El día 2 de julio de 1315, durante las Cortes de Burgos, quedó establecida la Hermandad general, de la que formaron parte ciento tres caballeros y alrededor de un centenar de concejos de los reinos de Castilla, León, Galicia, Toledo, Asturias, y las Extremaduras, aunque los concejos de Andalucía no formaron parte de ella. La Hermandad general se constituyó para que los concejos hermanados entre sí pudieran defenderse de los daños ocasionados por los «ommes poderossos», los nobles, y los malhechores durante la minoría de edad del rey, y diversos historiadores señalan que la alianza entre los nobles y los concejos al crear la Hermandad no se basó en la «solidaridad» entre ellos, sino en que tanto unos como otros deseaban controlar las acciones de los tutores del rey y defenderse de los posibles agravios y daños que pudieran recibir de los mismos.

Escudo de armas del infante Pedro de Castilla, hijo de Sancho IV y de la reina María de Molina.

Algunos de los concejos que entraron a formar parte de la Hermandad general fueron los de Orduña, Valmaseda, Santo Domingo de la Calzada, Amedo, Nájera, Haro, Logroño, Calahorra, San Sebastián, Guetaria, Mondragón, Castro Urdiales, Laredo, Oviedo, Avilés, Valdés, Villaviciosa, Grado, y Pravia.
Y también consta que acudieron a las Cortes de Burgos los representantes de varios concejos alaveses, entre los que se contaban los de Vitoria, Treviño, Salinas de Añana, Salvatierra, Peñacerrada, Portilla de Ibda, y Berantevilla, aunque el historiador César González Mínguez señaló que los dos últimos debían formar un único concejo en 1315, y todos esos concejos alaveses también entraron a formar parte de la Hermandad general. Sin embargo, todas las hermandades concejiles, entre las que se contaba la Hermandad General de Andalucía, fueron disueltas por Alfonso XI en las Cortes de Valladolid de 1325, contando con el apoyo del estamento eclesiástico, al alcanzar la mayoría de edad, y posteriormente el mismo monarca volvió a decretar su disolución en las Cortes de Madrid de 1329.
Los crímenes y violencias cometidos por la nobleza y los malhechores, y la inseguridad y los desórdenes públicos alcanzaron, según afirman diversos historiadores, sus cotas más altas en esta época, y por ello los concejos, además de hermanarse entre sí, recurrieron para protegerse a la figura de los comenderos, que eran nobles poderosos que los protegían a cambio de ciertas compensaciones. Y en esta época destacó en Asturias la figura del magnate Rodrigo Álvarez de las Asturias, que fue comendero de numerosos lugares en ese territorio, y la del infante Felipe de Castilla, hijo de Sancho IV de Castilla y de la reina María de Molina, que fue comendero de la Iglesia de Lugo.

Tres ordenamientos surgieron de las Cortes de Burgos de 1315, y fueron publicados por la Real Academia de la Historia en 1861. El primero de ellos contiene la carta de la Hermandad general que los caballeros hijosdalgo y los hombres buenos de los reinos de Castilla, León, Toledo y las Extremaduras formaron para oponerse a los posibles desmanes de los tutores, el segundo contiene el ordenamiento de las Cortes de Burgos de 1315 y en él se intentaron resolver las posibles diferencias acerca del ejercicio de la tutoría y se tomaron algunas disposiciones en lo referente a la administración del reino, y en el tercer y último ordenamiento los tutores respondieron a las demandas efectuadas por los prelados del reino. Y en el Palacio Real de Madrid se conservan varias copias de dichos ordenamientos, aunque presentan algunas variantes en relación con los publicados.

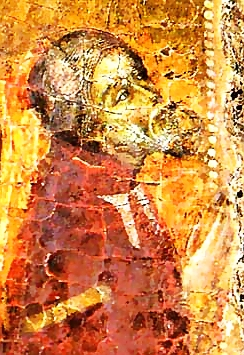
Retrato que se supone representa a Don Juan Manuel, nieto del rey Fernando III de Castilla. (Catedral de Murcia).

Además, durante las Cortes de Burgos falleció el magnate Juan Núñez II de Lara, que era uno de los principales partidarios del infante Juan, y fue sucedido en el cargo de mayordomo mayor del rey Alfonso XI por Alfonso de Valencia, hijo mayor y heredero del infante Juan, que lo desempeñó hasta 1316, en que falleció. Y a la muerte de este último el cargo de mayordomo mayor del rey quedó vacante hasta 1318, en que fue ocupado por el magnate Don Juan Manuel, nieto de Fernando III de Castilla y partidario del infante Juan. La muerte de Juan Núñez II de Lara privó al infante Juan de uno de sus partidarios más destacados y de su principal valedor ante la corte portuguesa, por lo que el infante Juan comenzó a buscar el apoyo del rey de Aragón y se alejó del rey de Portugal.
Y la Gran Crónica de Alfonso XI señaló que Don Juan Manuel, aprovechando la ausencia del infante Pedro, que se encontraba en las Cortes de Burgos, saqueó las posesiones de este último en Almazán y en Berlanga de Duero. Y el infante Pedro se propuso acudir allí para combatir a Don Juan Manuel, pero su madre y el infante Juan le persuadieron para que aguardara a que finalizaran las reuniones de Cortes, ya que entonces ellos también le ayudarían, y el infante Pedro estuvo conforme «por guardar el servicio del rrey e por que non viniese daño a la tierra».
Diversos historiadores señalan la particularidad de que durante la minoría de edad de Alfonso XI, los tutores del rey omitieron el término «ordenamiento» para referirse al documento que contenía las resoluciones de los acuerdos tomados durante las Cortes. Y en el caso de las Cortes de Burgos de 1315, los representantes concejiles solicitaron expresamente a los tutores la confirmación de los «fueros, franquezas e libertades e buenos vsos e costunbres e preuillegios e cartas e quadernos que auemos», aunque se usó el término «ordenamiento» para aludir al contenido del cuaderno de las Cortes, y para referirse a disposiciones promulgadas por los anteriores monarcas castellanos.
Y una vez finalizadas estas Cortes, el infante Pedro se dirigió a la frontera e inició una campaña contra los musulmanes granadinos, y el infante Juan se dirigió a Cuéllar para entrevistarse con Don Juan Manuel e intentar sosegarlo, y poco después se le concedió a este último el cargo de adelantado mayor del reino de Murcia, a pesar de que los fueros y privilegios de dicho reino fueron los únicos que no fueron confirmados por los tutores del rey, debido a los problemas existentes entre los concejos de dicho reino y Don Juan Manuel y sus vasallos, que los quebrantaban y cometían toda clase de abusos. Y por todo ello, el día 8 de diciembre de 1317 el infante Pedro, que conocía los problemas existentes en Murcia, les confirmó sus fueros y privilegios en nombre de su sobrino Alfonso XI.

### Disposiciones generales

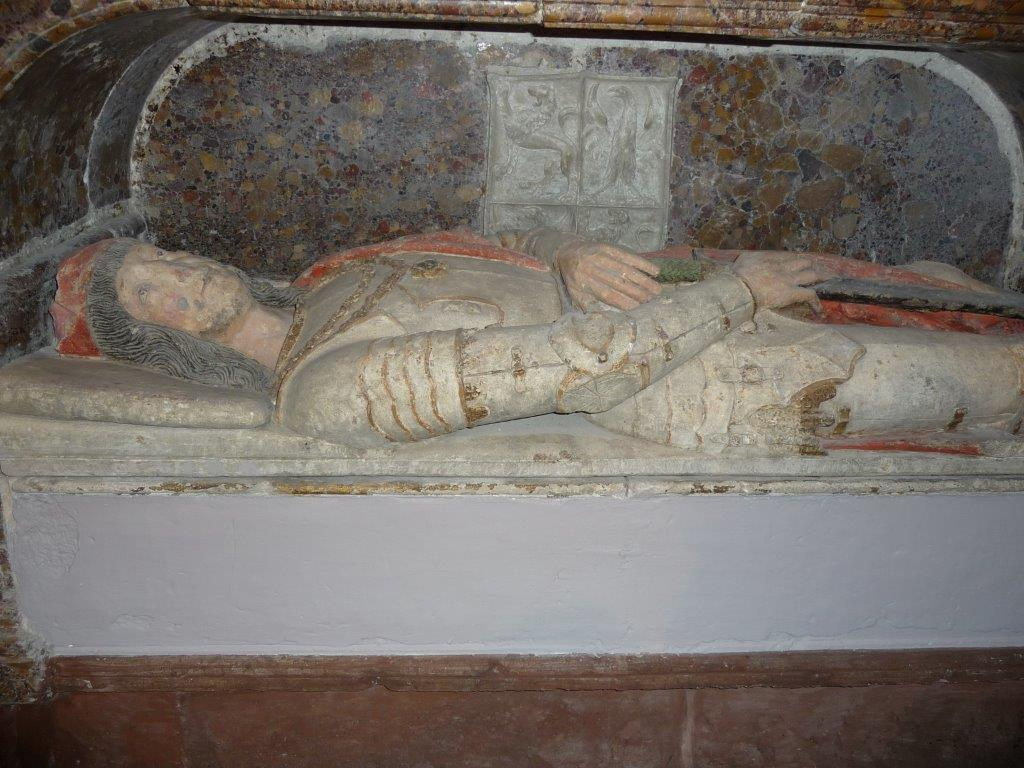
Sepulcro del infante Juan de Castilla el de Tarifa. (Capilla mayor de la catedral de Burgos).

- Los tutores del rey Alfonso XI confirmaron los fueros, privilegios, cartas, usos, costumbres, franquezas y mercedes de las villas y ciudades del reino,[36] y también confirmaron el cuaderno de peticiones presentado por la Hermandad general.[36] Además, los tres tutores juraron que guardarían y respetarían todo lo acordado en las Cortes bajo pena de perder la tutoría del rey.[36]
- Los tutores del rey se comprometieron a no conceder tierras o bienes monetarios a persona alguna, y a no tomarlos para sí mismos,[37] y, cumpliendo lo acordado en la Concordia de Palazuelos, se dispuso que solo se podrían hacer donaciones con el sello del rey y con el consentimiento previo de los tres tutores, aunque debido a los intereses opuestos de los mismos, el problema de la cancillería no quedó resuelto en la práctica.[38] Y además se dispuso que en la Corte hubiera escribanos y alcaldes que cumplieran fielmente sus obligaciones, que resolvieran los pleitos de sus lugares de origen, que disfrutaran de soldadas y «quitaciones», y que no cobrasen más cantidades que las estipuladas.[37]
- En caso de que alguno de los tutores muriera antes de que Alfonso XI alcanzase la mayoría de edad, los que quedasen vivos serían los tutores del rey, y en caso de que los tres falleciesen, se elegiría a un nuevo tutor.[37]
- La administración de justicia no debería ser confiada a los infantes o ricoshombres, sino a los merinos mayores y a los adelantados de la frontera.[37]
- Los merinos deberían ser naturales de las comarcas donde ejerciesen su labor, deberían ir acompañados por alcaldes que juzgasen lo que ellos ejecutarían, y deberían nombrar fiadores que controlasen su labor.[37] Y cuando fuera necesario los tutores del rey deberían nombrar jueces y alcaldes, y en caso de que fueran forasteros, deberían ser naturales del mismo reino donde ejercerían y de una villa de realengo.
- Los adelantados y merinos no podrían apresar o ejecutar a nadie, aunque entrasen por derecho en una villa, a menos que el alcalde del lugar hubiera juzgado el pleito.[39] Y además, los merinos y adelantados no podrían tomar viandas en una villa a menos que las pagasen, y no deberían permanecer en una villa más de diez días a menos que el concejo lo creyese conveniente.[39]
- Nadie podría hacer, o mandar hacer, una «pesquisa cerrada» sobre hombre o mujer alguna.[39]
- Se acordó que los monteros no deberían estar exentos del pago de tributos.[39]
- A excepción de las que portasen los tutores del rey, no tendrían validez las cartas blancas, las cartas de creencia o los albalaes, cumpliéndose así lo acordado en la Concordia de Palazuelos.[37]
- Se acordó que las tenencias de los alcázares y castillos del rey deberían estar en manos de caballeros y hombres buenos de las villas.[40]
- Las heredades adquiridas por los concejos en tierras del rey, de hijosdalgos o de dueñas, no deberían serles embargadas sin haber oído previamente sus alegaciones.[40]
- Las escribanías, entregas y tahurerías deberían existir en los lugares donde por privilegio, uso o costumbre estuvieran establecidas, y también donde el rey y sus tutores considerasen necesario. Además, los notarios y escribanos deberían cumplir fielmente sus obligaciones y no delegar sus funciones en sustitutos.[40]
- Los tutores del rey se repartirían las rentas y los derechos pertenecientes al rey, y quedaron obligados además a no imponer servicios o pechos desaforados.[41]
- Los tutores del rey dispusieron que los concejos o los particulares no podrían ser prendados por responsabilidades contraídas «por lo que le cupiere a echar en el pecho según fuere empadronado»,[42] y se decretó que las prendas deberían ser subastadas ante un escribano público en el mismo lugar donde las tomaron, y que todo ello debería ser pregonado previamente en el concejo.[42]
- Se acordó además que en caso de que uno de los tutores del rey matase o lisiase a alguno de los caballeros hijosdalgo de la Hermandad general o de algunas de las villas y concejos que la integraban, o mandasen hacerlo sin atenerse a los fueros y derechos de las mismas, perdería la tutoría y el concejo afectado podría cambiar de tutor.[43] Esta disposición afectaba a los tres tutores del rey, y el prestigio de la reina María de Molina quedó demostrado de nuevo al contemplarse la posibilidad de que, en caso de que los infantes Juan y Pedro quebrantasen lo pactado, pero la reina lo respetase, se elegiría a un nuevo tutor del rey que acompañaría a la reina.[43]María de Molina presenta a su hijo Fernando IV en las Cortes de Valladolid de 1295. Óleo sobre lienzo de Antonio Gisbert Pérez. 1863. (Congreso de los Diputados de España).

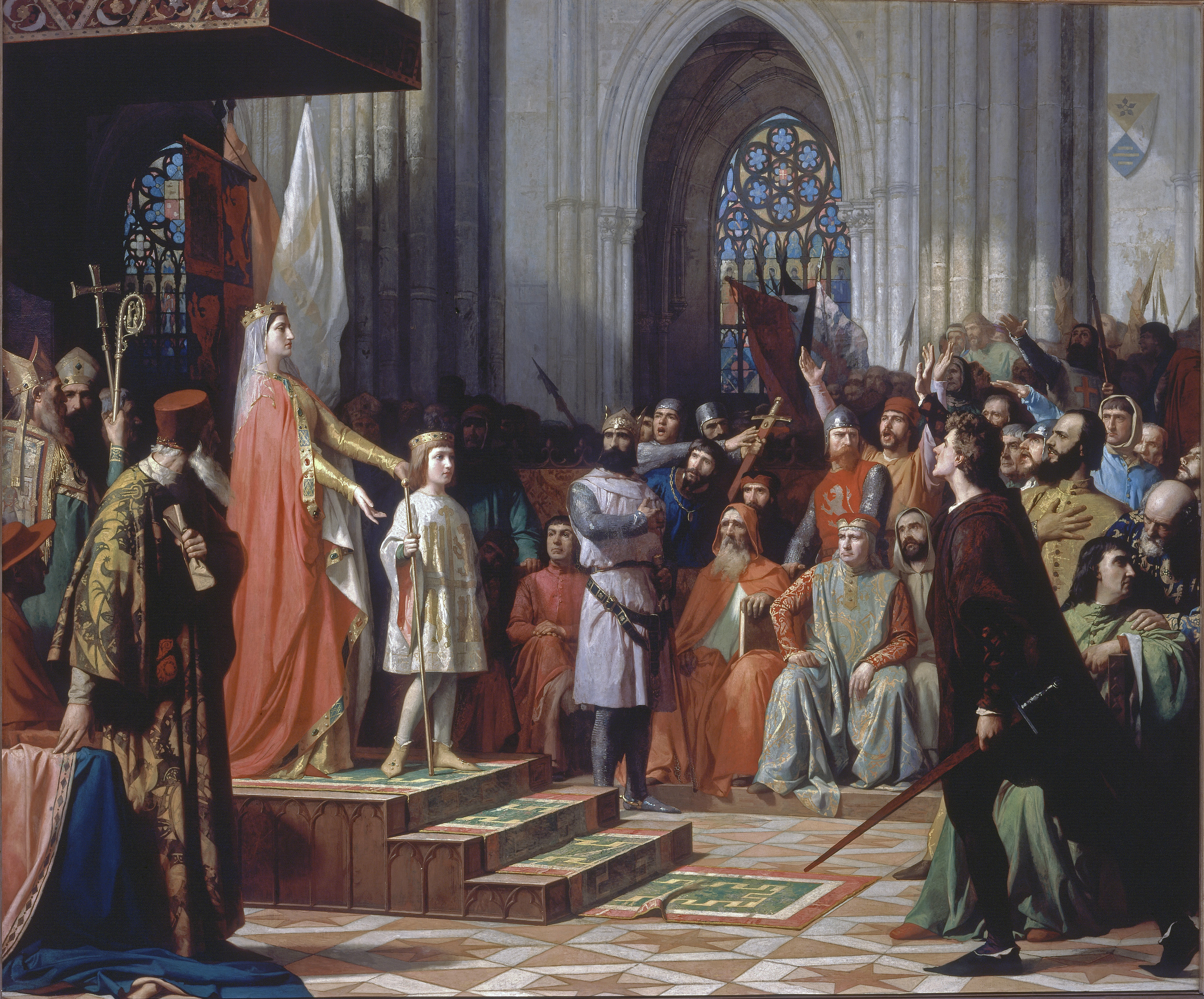
María de Molina presenta a su hijo Fernando IV en las Cortes de Valladolid de 1295. Óleo sobre lienzo de Antonio Gisbert Pérez. 1863. (Congreso de los Diputados de España).

- Al igual que en las Cortes de Palencia de 1313, los representantes de los concejos solicitaron a los tutores que la elección de los oficiales de la cancillería real fuera realizada personal y directamente por ellos, y que los elegidos no arrendasen sus cargos y fueran hombres cuerdos y no codiciosos, cumplidores de la ley, y temerosos de Dios y del rey,[44] ya que los sobornos, que eran frecuentes en toda la administración, eran, según afirman diversos autores, «especialmente usuales entre alcaldes y escribanos», ya que estos últimos recibían presentes y obsequios de las personas implicadas en los pleitos juzgados en la Corte.[45]
- Además, los procuradores también solicitaron que los oficiales de la cancillería real no fueran clérigos o judíos, ya que achacaban las irregularidades y corruptelas existentes en la cancillería a la procedencia social de dichos oficiales.[46]
- Fue ratificada la antigua tradición, establecida desde el reinado de Alfonso VII de León, de que hubiera un canciller mayor del reino de León y un canciller mayor del reino de Castilla.[47]
- Las ciudades y villas pertenecientes a la Hermandad deberían ser respetadas por los tutores, y en ellas no podrían cometer abusos ni crímenes.[43]
- Las actuaciones de los tutores serían controladas por un consejo de doce caballeros, que se turnarían semestralmente, siendo seis de ellos hijosdalgo y los seis restantes caballeros y hombres buenos de las villas y ciudades. Dos de ellos deberían acompañar al rey Alfonso XI y a la reina María de Molina, otros dos al infante Juan y otros dos al infante Pedro.[43]
- Además, los tutores del rey acordaron que cuando fueran a una villa, juntos o por separado, pagarían las viandas que tomasen.[48]
- Los tutores del rey se comprometieron a respetar las casas, heredamientos y bienes de los integrantes de la Hermandad general, y también serían responsables de las actuaciones de los oficiales del rey, tales como los merinos, alcaldes o jueces, ya que de lo contrario perderían la tutoría y deberían satisfacer los daños ocasionados.[49]
- Los daños o crímenes cometidos por los integrantes de la propia Hermandad general deberían ser denunciados ante los oficiales del rey o ante los tutores del rey, que deberían juzgarlos basándose en la ley.[50]Gran dobla o dobla de a diez de Pedro I de Castilla, hijo y sucesor de Alfonso XI, acuñada en Sevilla en 1360. (M.A.N., Madrid).

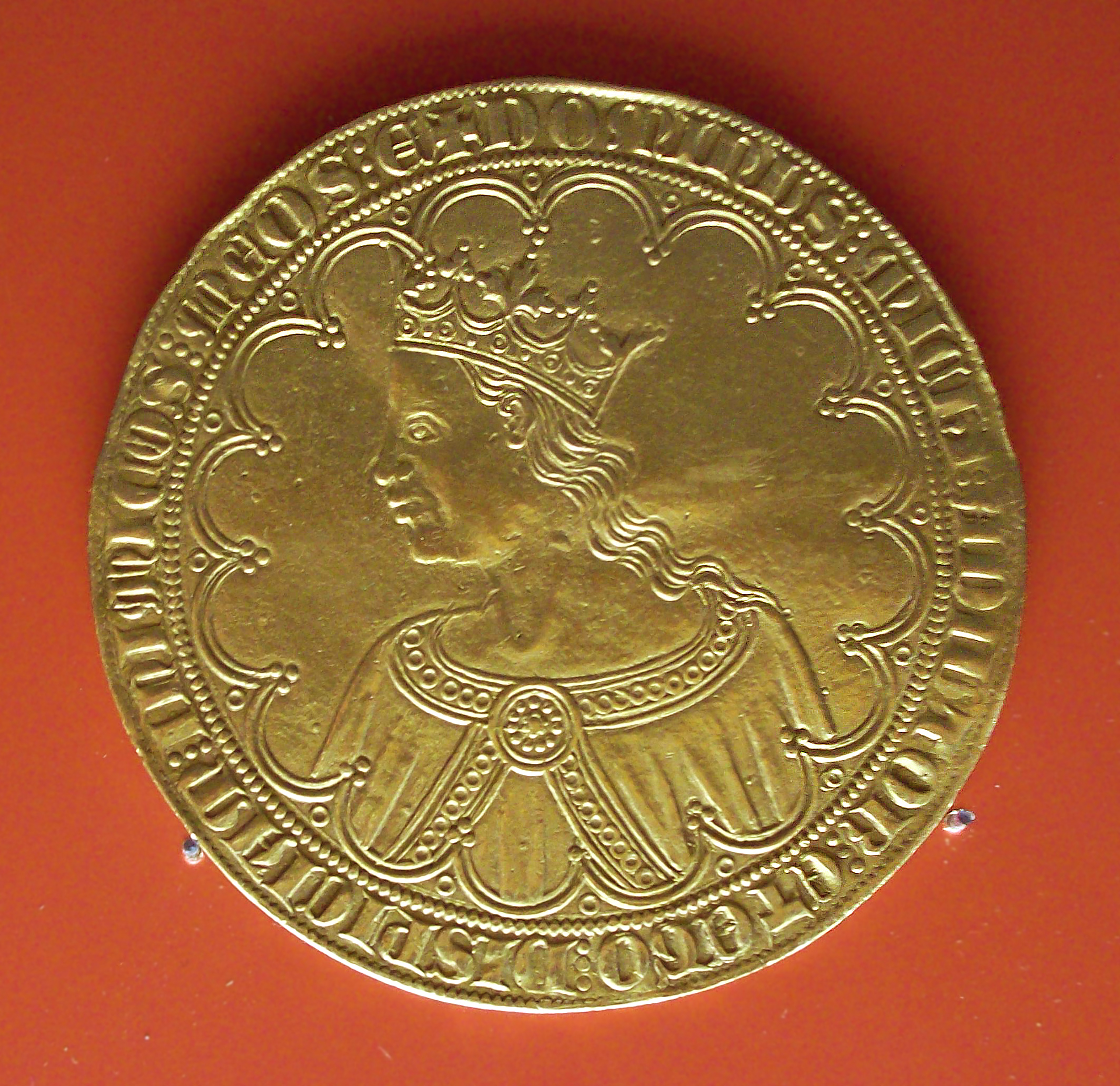
Gran dobla o dobla de a diez de Pedro I de Castilla, hijo y sucesor de Alfonso XI, acuñada en Sevilla en 1360. (M.A.N., Madrid).

- La Hermandad general de los concejos prestaría la ayuda necesaria a los tutores del rey y a los oficiales reales, y enviarían a hijosdalgos o a miembros de los concejos cuando fuesen convocados. Y además, la seguridad de todos ellos estaría garantizada durante sus viajes de ida y vuelta.[50]
- Los hijosdalgo de la Hermandad general se comprometieron a no asesinar o mandar asesinar a otros miembros de la Hermandad o a otros hidalgos, caballeros, o habitantes de las villas que integraban la Hermandad general, y en caso de que lo hicieran serían castigados con la pena de muerte. Y se acordó además que en caso de que un individuo que no perteneciese a la Hermandad asesinase a un miembro de ésta, el homicida sería ejecutado, su casa demolida y sus propiedades arrasadas.[51]
- El procedimiento que debería seguirse para resolver las contiendas entre los hijosdalgo quedó regulado, y se acordaron diversas medidas para proteger las casas fuertes y los castillos de los integrantes de la Hermandad general, en caso de que fueran atacados por hijosdalgo u otras personas.[52]
- Se dispuso que, en los casos de asesinato, no se podría conceder el perdón al asesino a no ser que se contara con el consentimiento de los familiares del difunto.[52]
- Se estableció una regulación del funcionamiento de la Hermandad, en la que se preveía la periodicidad y el lugar de reunión de los alcaldes de la misma,[53] y acordaron reunirse todos los años en el municipio zamorano de Benavente «por San Martín de noviembre».[54] Y en estos ayuntamientos, dichos alcaldes deberían poner en conocimiento de la Hermandad todos los acontecimientos acaecidos en sus respectivas comarcas, así como en los pueblos que se habían unido a ella,[53] y por cada merindad y cada obispado acudirían un alcalde hidalgo y un representante de las villas, siendo la asistencia de los alcaldes obligatoria, al tiempo que se les garantizaban sus vidas y posesiones durante la estancia y los desplazamientos.[53] Y también quedó establecido el procedimiento a seguir en el caso de que algún hijodalgo o concejo abandonase la Hermandad general o quebrantase lo acordado en las Cortes.[53]
- Se dispuso que los infantes o ricohombres no podrían tener heredamientos dentro de las villas o en su término, aunque se exceptuaron aquellos cuya propiedad datara del reinado de Alfonso X.[55] Y además, los individuos mencionados anteriormente deberían renunciar a los heredamientos adquiridos por matrimonio, y el concejo correspondiente debería abonarles lo que les costó, y se acordó que dichos individuos no podrían edificar casas fuertes y que en caso de que lo hicieran deberían ser demolidas.[36]Vista del castillo de San Vicente, en Montemayor del Río.

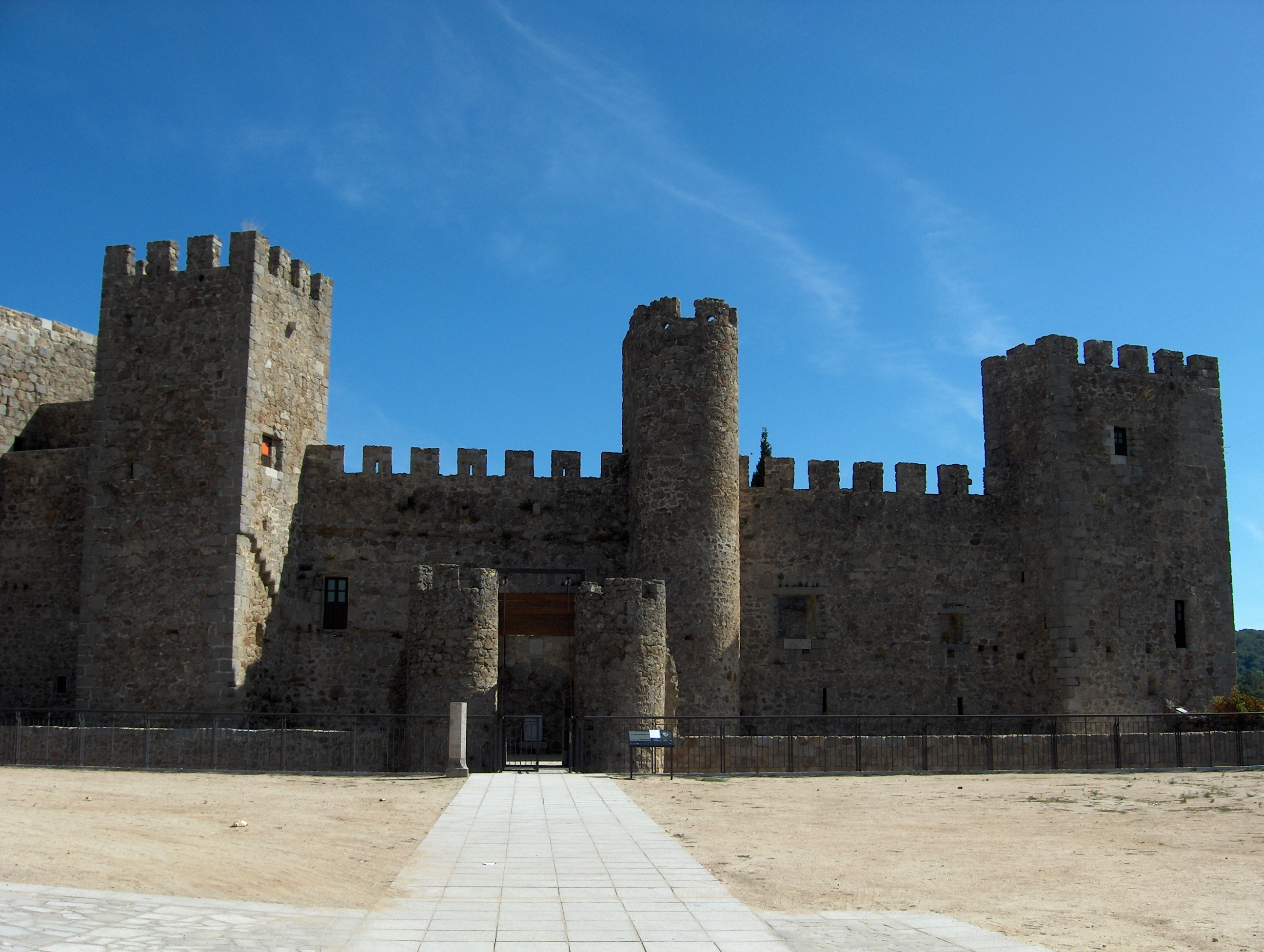
Vista del castillo de San Vicente, en Montemayor del Río.

- Las casas fuertes desde las que se cometieran crímenes o violencias deberían ser derribadas.[36]
- Los infantes, ricoshombres, o caballeros no podrían tomar nada de un concejo a no ser que lo solicitasen a los tutores del rey o al propio concejo.[36]
- Al igual que en las Cortes de Palencia de 1313,[56] se dispuso que las villas y ciudades de Ledesma, Béjar, Montemayor del Río, Miranda del Castañar, Salvatierra, Granadilla, Galisteo y Alba de Tormes, que pertenecieron a Alfonso de la Cerda y a Sancho de Castilla el de la Paz, deberían pertenecer siempre al realengo, al que pertenecieron en la época de Fernando III, y que no podrían ser entregadas a infantes, ricohombres, o extranjeros.[39]
- Además, se confirmó al concejo de Ledesma la posesión sobre las aldeas de Pereña de la Ribera, Villarino de los Aires, la Cabeza de Framontanos, Aldeadávila de la Ribera y Mieza.[36]
- Los procuradores intentaron averiguar a cuánto ascendían las rentas del rey, y cuando descubrieron que se encontraban «muy menguadas», concedieron a Alfonso XI los diezmos de los puertos de los que su padre, Fernando IV, y su abuelo, Sancho IV, solían disponer.[57] Y los procuradores también concedieron al rey tres ayudas, equivalentes a tres monedas foreras, para que pudiera pagar las soldadas a los nobles,[57] y diversos historiadores resaltan el hecho de que fueran los procuradores, y no los tutores del rey, los que se interesaran por averiguar el estado de la tesorería, cuando lo normal hubiera sido que los tutores del rey planteasen el problema ante las Cortes y solicitaran su ayuda.[57]
- Se reiteró casi exactamente lo dispuesto en las Cortes de Palencia de 1313[58] sobre la prohibición de sacar del reino cosas vedadas,[59] entre las que se incluían los caballos, los animales vivos o muertos, los cautivos musulmanes, los alimentos, los metales preciosos, la moneda acuñada,[60] y el pan.[61] Y diversos autores señalan que el retroceso de la superficie dedicada al cultivo de los cereales, unido a otros factores, como las condiciones climáticas adversas y las guerras y los saqueos, provocaron un descenso del volumen global de la producción cerealística imposible de cuantificar, pero deducible a partir de las reiteradas prohibiciones de sacar pan del reino castellano,[61] que fueron decretadas en diferentes reuniones de Cortes del siglo XIV, como en las Cortes de Valladolid de 1322.[61]
- La sal no podría ser sacada del reino, y se dispuso además que no se hicieran bodegas o alfolíes de sal, y al que quebrantase esta disposición le sería confiscada la sal y sería condenado a muerte.[40]Cañada Real Leonesa Occidental, en el Valle de Amblés, (Provincia de Ávila).

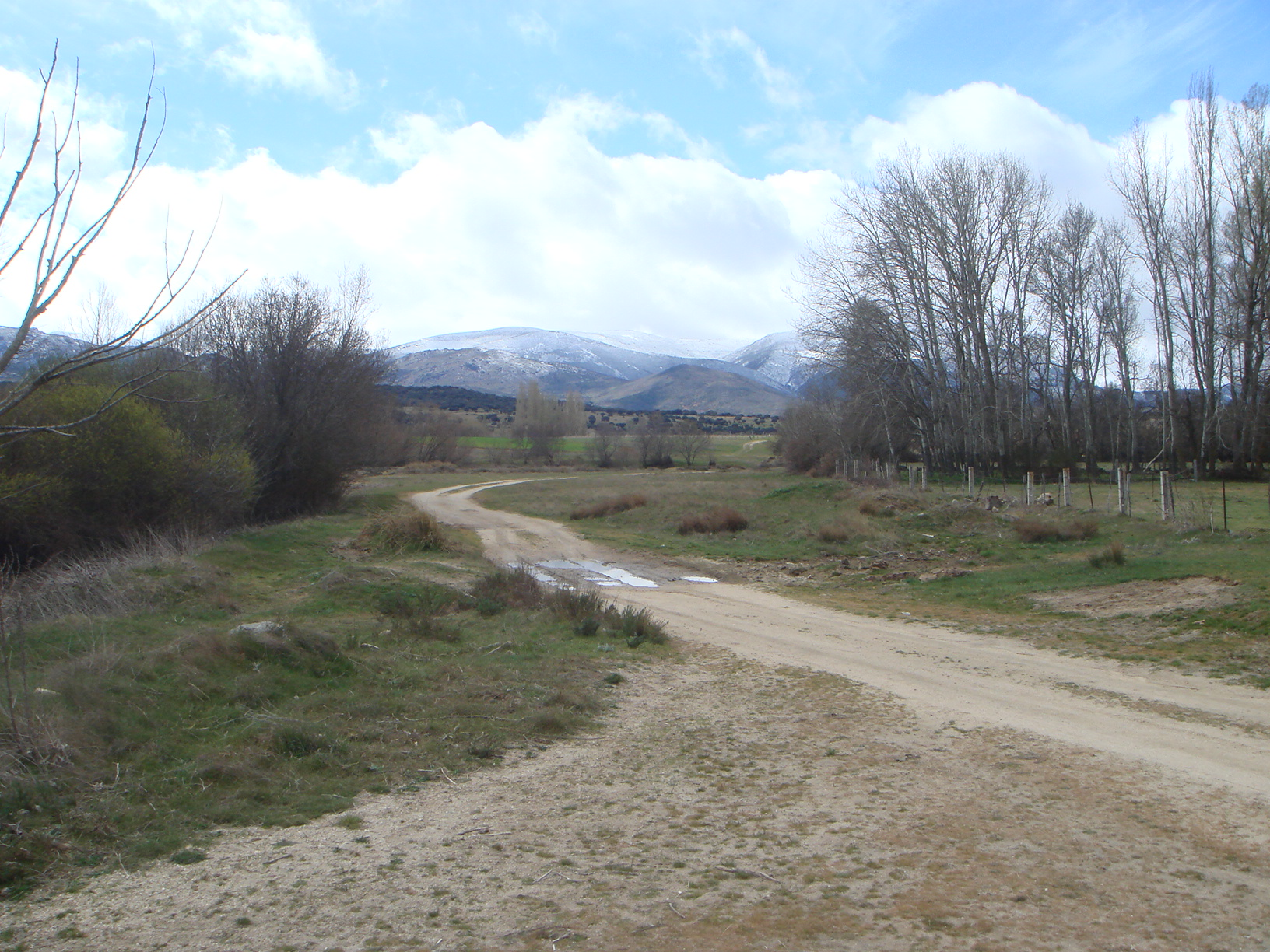
Cañada Real Leonesa Occidental, en el Valle de Amblés, (Provincia de Ávila).

- Los labradores se quejaron de los daños que el ganado trashumante realizaba en sus campos,[62] y diversos historiadores subrayaron el hecho de que los nobles y los caballeros villanos, al disponer de amplios recursos económicos, poder político, y una posición privilegiada, impusieron la ganadería a gran escala.[63] No obstante, se dispuso que el ganado trashumante no debería salir de las cañadas antiguas, entre las que se contaban la de León, la segoviana, y la de la Mancha de Montearagón, y cuando lo hicieran deberían pagar el montazgo.[39]
- Los pleitos entre los pastores y los habitantes de las villas deberían ser juzgados por el alcalde de los pastores y por un alcalde del lugar donde se hubiera producido el conflicto.[39]
- Al igual que en anteriores reuniones de Cortes, se dispuso que ni los clérigos, caballeros, judíos o los hombres revoltosos deberían recaudar los impuestos, excepto en Extremadura,[37] y que deberían ser recaudados por los hombres buenos de las villas.[64] Y en caso de que estos últimos cometiesen algún error, deberían ser apresados por los oficiales de las villas.[37]
- Se acordó que ni los infantes o ricoshombres podrían tomar conduchos en las villas, y que en caso de que lo hicieran deberían pagar el doble de lo que hubieran tomado.[37]

### Ordenamiento eclesiástico

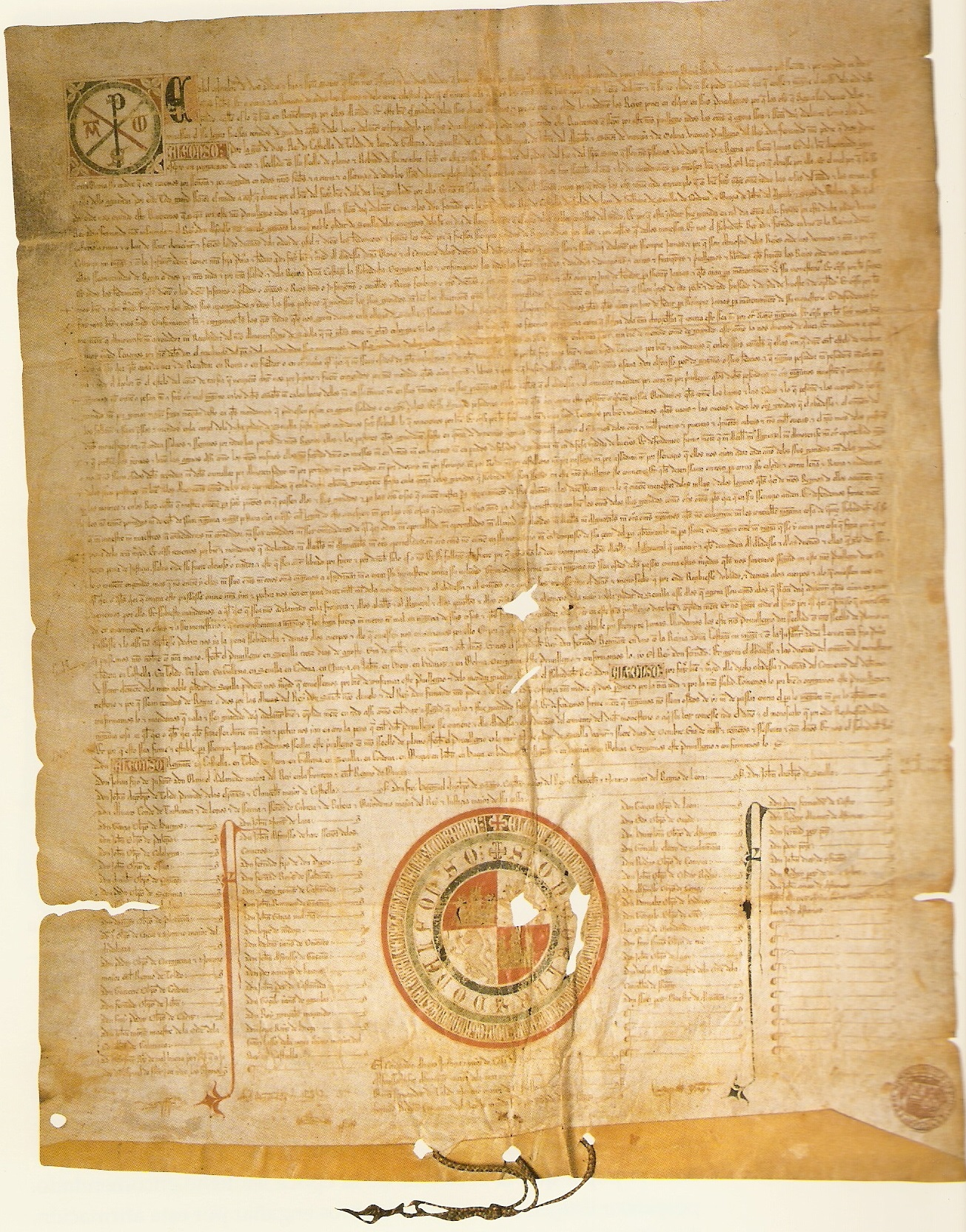
Privilegio rodado concedido en 1327 por Alfonso XI de Castilla al monasterio de San Clemente de Sevilla.

- Al igual que en anteriores reuniones de Cortes, se decretó que todos los heredamientos de las tierras de realengo que habían pasado a formar parte de los abadengos de iglesias o de órdenes monásticas y militares,[65] ya fuera a través de compra o donación, deberían ser reintegrados al realengo,[66] aunque se exceptuaban los heredamientos que hubieran sido adquiridos contando con un privilegio real en el que se autorizase expresamente efectuar dicha adquisición.[14] No obstante, los tutores del rey quebrantaron poco después lo acordado en las Cortes y, en un documento otorgado en nombre de Alfonso XI en Toro el día 18 de abril de 1316, revocaron lo dispuesto en las Cortes sobre los heredamientos adquiridos por los eclesiásticos, basándose en los privilegios esgrimidos por estos últimos y también en el apoyo financiero que prestaban a la Corona.[67] Además, los tutores del rey suspendieron la pesquisa para hacer que los heredamientos que habían pasado contra derecho del realengo al abadengo fueran devueltos,[68] y aseguraron a los prelados que estos últimos continuarían conservando la propiedad de los heredamientos adquiridos en tierras de realengo, y que cuando Alfonso XI alcanzase la mayoría de edad le persuadirían para que actuara en el mismo sentido, pero los representantes de los concejos, que eran conscientes de la expansión de la jurisdicción de abadengo en Castilla y de los riesgos que ello conllevaba, continuaron presionando sobre este tema en posteriores reuniones de Cortes.[69]
- Los tutores del rey dispusieron que los prelados que hubieran sido despojados de sus señoríos, bienes, o derechos, deberían volver a disfrutar de los mismos, como en el caso de los obispos de Palencia, Calahorra, Badajoz y Lugo, o en el caso del monasterio de San Benito de Sahagún.[70] Y conviene señalar que poco antes, los tutores del rey condenaron a muerte, en nombre de Alfonso XI, a cuarenta ciudadanos de Palencia y confiscaron sus bienes «porque pusieron las manos en su señor», haciendo referencia a Gómez Peláez, obispo de Palencia, al que maltrataron, injuriaron y apedrearon, aunque sin llegar a causarle la muerte.[71] Además, a las Cortes de Burgos acudieron, como representantes del concejo palentino, los procuradores Alfonso Díez y Gonzalo Díez, con motivo de la Hermandad general que se fundó durante las mismas.[70]
- Los obispos de Palencia, Badajoz, Calahorra y León protestaron ante las Cortes,[11] y manifestaron que se les estaba despojando de sus señoríos y lugares,[72] y de que para poder alojar a la comitiva del rey se vieron obligados a sacar a los enfermos del hospital, a pesar de que las dos últimas disposiciones del Concilio provincial de Peñafiel, celebrado en 1302,[73] estaban encaminadas a luchar contra tales abusos.[11]Fachada principal de la catedral de Burgos.

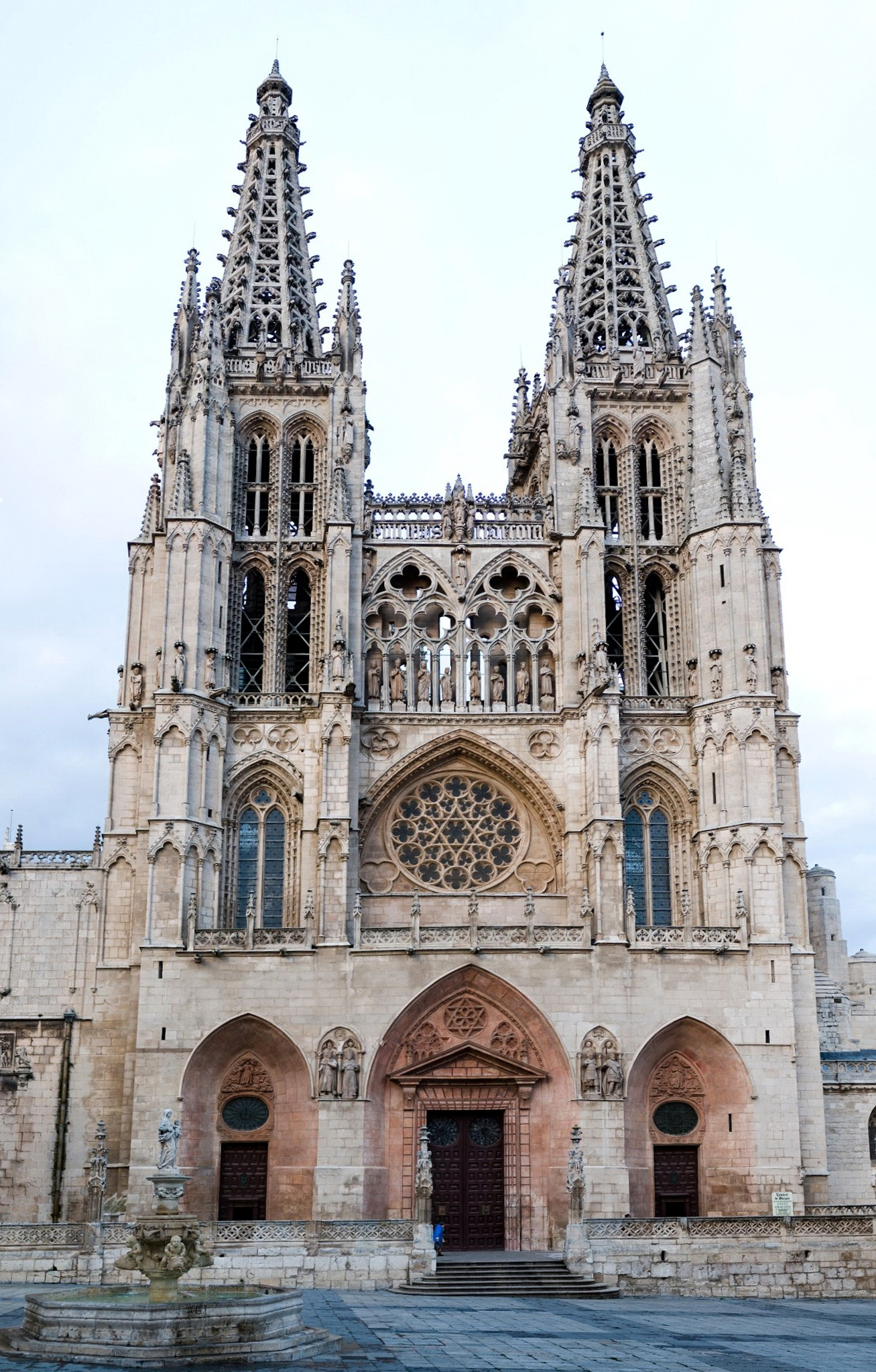
Fachada principal de la catedral de Burgos.

- Las notarías de los diferentes reinos solamente podrían ser ocupadas por legos y no por eclesiásticos, y los representantes concejiles solicitaron a los tutores del rey que estos últimos nombrasen escribanos para las iglesias catedrales que fuesen laicos y, en consecuencia, susceptibles de ser castigados corporal y pecuniariamente si no cumplían con su responsabilidad.[74]
- Se prohibió a los legos que acudiesen a los jueces eclesiásticos para resolver sus pleitos, y también se prohibió que los notarios eclesiásticos y los vicarios otorgasen escrituras de deudas o contratos bajo pena de cien maravedís de multa.[74]
- Se ordenó además que los notarios y vicarios de las iglesias escriturasen, exclusivamente, los asuntos propios de la jurisdicción eclesiástica, aunque estas disposiciones no fueron respetadas y volvieron a ser repetidas en los ordenamientos de las Cortes de Valladolid de 1322 y de las Cortes de Valladolid de 1325,[74] en las que se prohibió además a los seglares que acudieran a los vicarios y notarios eclesiásticos para que otorgaran cualquier clase de contrato, y en las que también se dispuso que en las iglesias solamente hubiera notarios nombrados por el rey o, si el fuero del lugar lo permitía, por el concejo correspondiente.[74]
- Los prelados denunciaron los crímenes y abusos cometidos por algunos ricoshombres y caballeros, quienes robaban los bienes de la Iglesia, tomaban más yantares de los debidos, construían fortalezas en territorios de señorío eclesiástico o se alojaban en hospitales destinados a pobres y enfermos.[75]
- También solicitaron los prelados que los tutores del rey, los ricoshombres, los caballeros, y los concejos se abstuvieran de realizar pactos en contra de las iglesias y monasterios, que no se hicieran pesquisas sobre religiosos ni sobre clérigos, y que los merinos no quebrantasen los privilegios de coto.[72]
- Se quejaron también los prelados de que los adelantados y merinos de Castilla quebrantaban el privilegio que Fernando IV había concedido a los monasterios de no tener que entregar los vasos y las mulas que los adelantados y merinos percibían tradicionalmente.[76]
- Los prelados protestaron también debido a que, en algunas ocasiones, los recaudadores de impuestos prendaban concejos o aldeas por las deudas contraídas por otros concejos si pertenecían al mismo señorío,[29] y los tutores del rey prohibieron dicha costumbre en el ordenamiento dirigido a los prelados.[42]
- También protestaron los prelados por los hijosdalgo y caballeros que adquirían casas y heredamientos en las aldeas pertenecientes a iglesias y monasterios, y por los perjuicios que con ello ocasionaban a los vasallos de dichos lugares.[29]

### Disposiciones relativas a los judíos

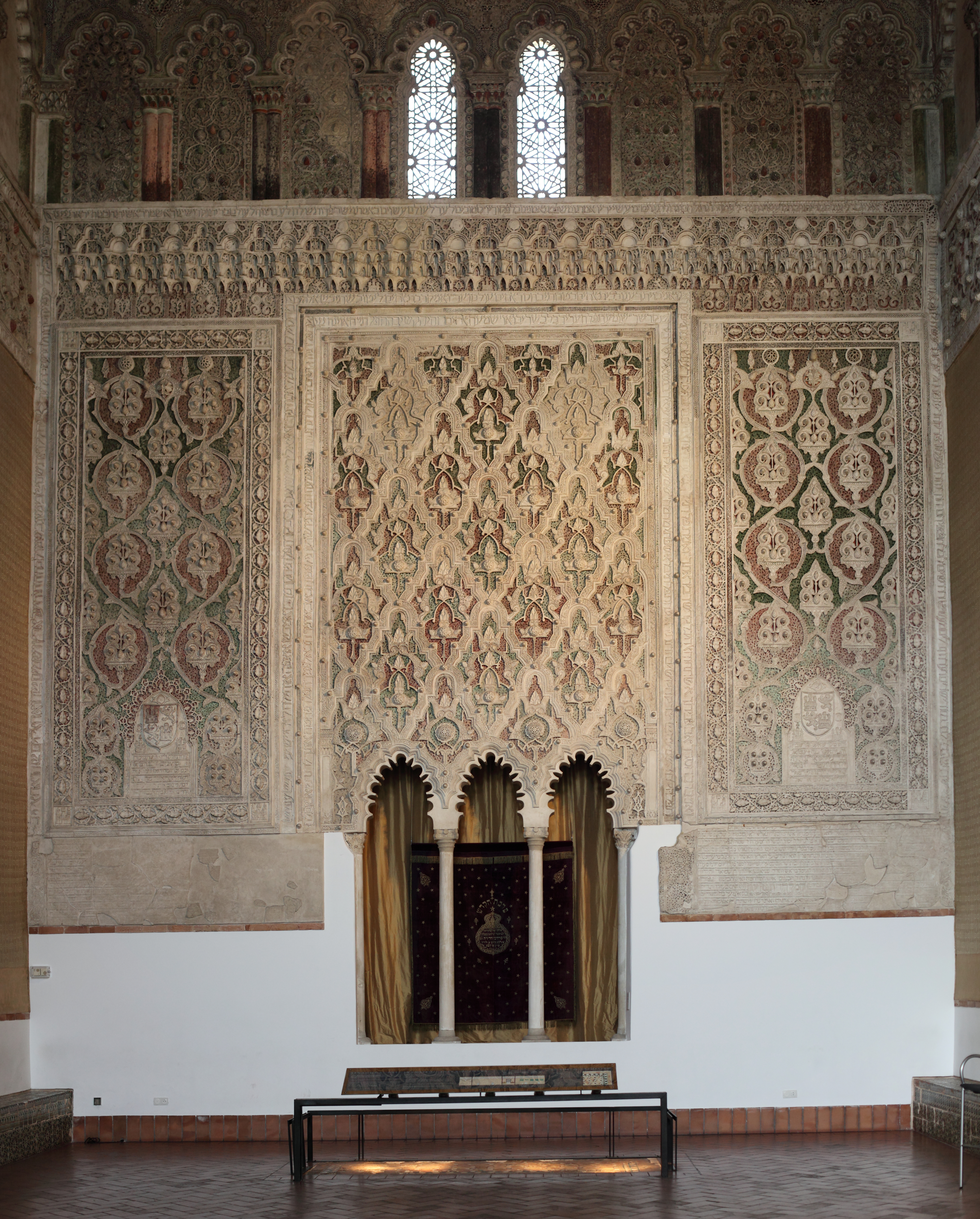
La Gran Sala de Oración de la Sinagoga del Tránsito. (Toledo).

A la muerte del rey Fernando IV de Castilla se produjo un endurecimiento de las leyes relativas a los judíos, provocada por la pérdida de autoridad de la monarquía, que los protegía, por la influencia que alcanzaron los procuradores de las ciudades en la vida política castellana, y por la crisis económica y demográfica que asolaba Castilla. Y por todo ello, durante la minoría de edad de Alfonso XI los representantes de los concejos abordaron en las reuniones de Cortes cuestiones esenciales que afectaban profundamente, como señalan diversos autores, a la «dignidad» de los judíos y a los intereses jurídicos y económicos de las comunidades hispano-hebreas de Castilla.
Uno de los objetivos de los procuradores era intentar apartar a los judíos, los clérigos y los caballeros de las actividades fiscales, y reemplazarlos por hombres buenos de las villas y ciudades, y otro de sus objetivos era que los caballeros y hombres buenos se encargaran también de recaudar los impuestos, e impedir que los judíos o musulmanes participaran en dicha recaudación, y en las Cortes de Burgos de 1315 se acordaron las siguientes medidas con respecto a los judíos:
- Al igual que en las Cortes de Palencia de 1313,[80] los representantes de los concejos solicitaron a los tutores del rey que se respetaran los ordenamientos de los reyes Alfonso X y Sancho IV con respecto al pago de las deudas por parte de los cristianos a los prestamistas judíos, y los tutores del rey accedieron a su demanda.[80]
- El testimonio de un judío tendría validez en los pleitos entre judíos o en caso de deudas, aunque en los pleitos criminales solamente tendría validez el testimonio de un cristiano.[81]
- Una decretal del papa Clemente V, mencionada en el ordenamiento de las Cortes de Palencia de 1313,[82] amenazó con la excomunión a los cristianos que practicasen la usura, y a causa de ello, muchos cristianos se negaron a pagar las deudas que tenían contraídas con los prestamistas judíos,[83] aunque en las Cortes de Burgos los tutores del rey dispusieron que las cartas de exención concedidas por el papa en este sentido no tendrían validez.[84]
- Se ordenó a los prestamistas judíos que no prestaran a usura más que a tres por cuatro al año,[83] bajo pena de muerte y de que sus posesiones fueran confiscadas por el rey.[84]
- Se dispuso que las deudas que los cristianos tenían contraídas con los prestamistas judíos deberían ser abonadas,[83] aunque los tutores del rey condonaron la tercera parte de dichas deudas, salvo en los casos en los que el préstamo se hubiera hecho con acuerdo mutuo, en este sentido, anteriormente.[84] Además, los tutores del rey dispusieron que pasados seis años los deudores no estarían obligados a devolver el préstamo,[84] y una vez publicado el ordenamiento de las Cortes, los deudores dispondrían de un mes para pagar un tercio de la deuda, y en Pascua de Resurrección debería pagarse el último tercio.[83]
- En el caso de que las deudas de los cristianos a los judíos no fueran abonadas, a los deudores les serían embargadas sus propiedades sin necesidad de que el prestamista judío tuviera que acudir a juicio,[84] y se reguló todo lo concerniente al pago de dichas deudas, disponiendo que el cristiano deudor cuyo aval hubiera consistido en sus bienes muebles, perdería sus bienes puestos en rrecabdo por el prestamista hasta que se llevase a cabo el pleito entre ambas partes, y en caso de que el deudor no dispusiera de bienes muebles se recurriría a los bienes raíces. Además, hasta la celebración del juicio la tierra seguiría siendo labrada por el deudor cristiano, pero una vez celebrado el juicio el fruto del trabajo de dicho deudor podría ir a parar a manos del prestamista. Y diversos historiadores han subrayado que con medidas de este tipo, los tutores del rey intentaron equilibrar los deseos populares y las necesidades financieras de la Corona,[84] aunque también contribuyeron a exacerbar aún más el odio del pueblo llano hacia los judíos, pues estos últimos, al exigir el pago de los plazos de las deudas, obligaban frecuentemente a enajenar o malvender las propiedades.[83]
- Se dispuso que ningún judío hiciera deudas en nombre de cristianos, ya que algunos cristianos, para burlar la prohibición canónica de poder dedicarse a la usura, accedían de manera indirecta a la actividad crediticia utilizando los servicios de prestamistas judíos.[85]